# 扎庫普內
49°7′10″N 26°20′13″E / 49.11944°N 26.33694°E

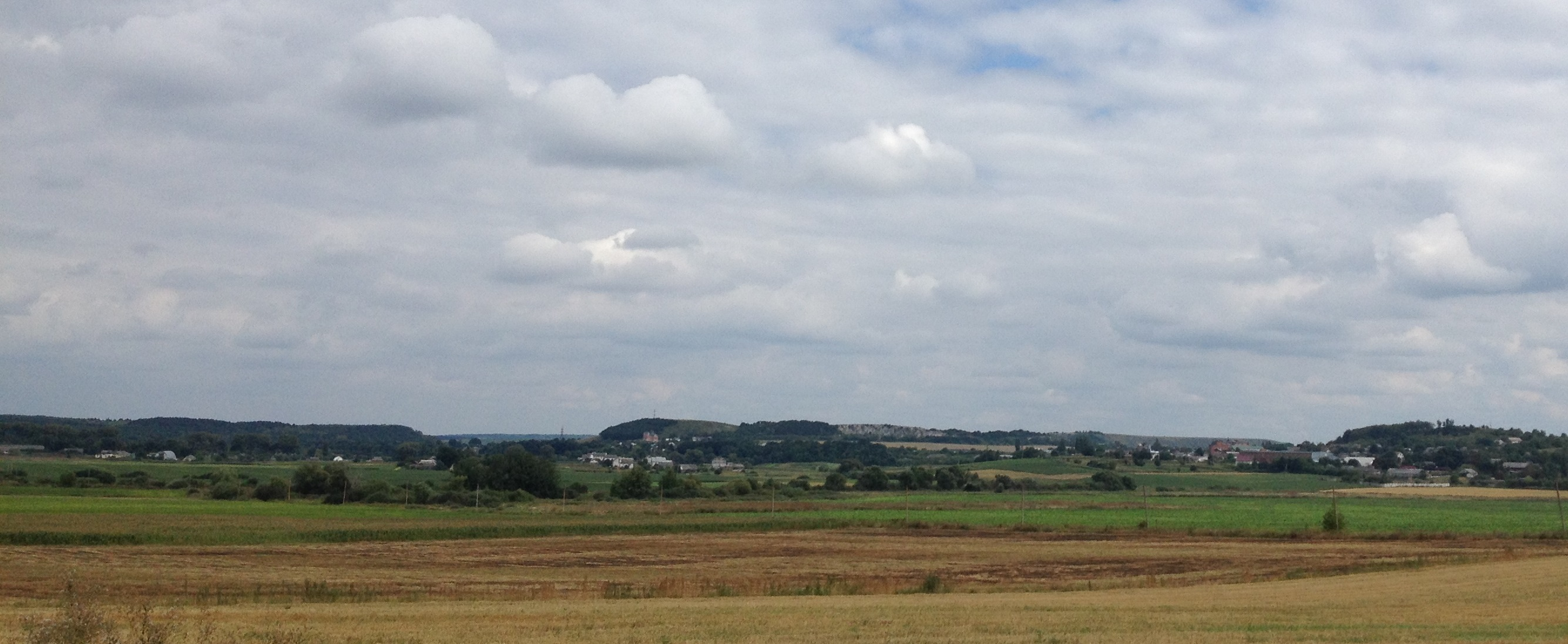
全景图

扎庫普内（烏克蘭語：Закупне），是烏克蘭西部赫梅利尼茨基州卡緬涅茨-波多利斯基區扎库普内市镇里的市級鎮及其行政中心。處於日萬奇克河畔，始建於十八世紀，面積2.74平方公里，海拔高度313米，2015年人口1,372，人口密度每平方公里500.73人。